# Prado de la Guzpeña
Prado de la Guzpeña – gmina w Hiszpanii, w prowincji León, w Kastylii i León, o powierzchni 22,94 km². W 2011 roku gmina liczyła 138 mieszkańców.